# Karol Rosenbaum
Karol Rosenbaum (n. 7 februarie 1920, Lednické Rovne, Trenčiansky kraj, Slovacia – d. 5 martie 2001, Stupava, Districtul Malacky, Slovacia) a fost un cercetător și istoric literar slovac.

## Biografie
S-a născut în Lednických Rovne pe 7 februarie 1920. A studiat la Facultatea de Filosofie a Universității Comenius din Bratislava, apoi a lucrat ca profesor de liceu în orașele Trenčín și Martin. A fost preocupat mai ales de literatura secolelor al XIX-lea și al XX-lea, de relația dintre literatura slovacă și literatura străină și, sporadic, de critica literară. A lucrat la Matica slovenská și mai târziu la Academia Slovacă de Științe de la Bratislava. A predat, de asemenea, la Universitatea Carolină din Praga. Între anii 1973 și 1990 a deținut funcția de vicepreședinte al instituției culturale Matica slovenská. A contribuit semnificativ la alcătuirea cărții Enciclopedia scriitorilor slovaci (1984), care a fost publicată în două volume.

## Lucrări
- Priestorom slovenskej literatúry (Spațiul literaturii slovace), 1970
- Poézia slovenského národného obrodenia (Poezia Renașterii Naționale Slovace), 1970
- Pamäť literatúry (Memoria literaturii), 1978
- Slovník slovenskej literatúry (Dicționar de literatură slovacă), 1979
- Encyklopédia slovenských spisovateľov (Enciclopedia scriitorilor slovaci), I-II, 1984
- Literárne reflexie (Reflecții literare), 1986
- Vzťahy slovenskej a českej literatúry 19. a 20. storočia (Relațiile literare ceho-slovace din secolele al XIX-lea și al XX-lea)